# ريتشارد داي
ريتشارد داي هو مصمم إنتاجي وكاتب سيناريو كندي، ولد في 9 مايو 1896 في فيكتوريا في كندا، وتوفي في 23 مايو 1972 في هوليوود في الولايات المتحدة.

## وصلات خارجية
- ريتشارد داي على موقع IMDb (الإنجليزية)
- ريتشارد داي على موقع ألو سيني (الفرنسية)
- ريتشارد داي على موقع أول موفي (الإنجليزية)
- ريتشارد داي على موقع قاعدة بيانات الأفلام السويدية (السويدية)
- ريتشارد داي على موقع قاعدة بيانات الفيلم (الإنجليزية)
- ريتشارد داي على موقع كينوبويسك (الروسية)